# Bang Min-ah
Dans ce nom coréen, le nom de famille, Bang, précède le nom personnel.
Bang Minah (coréen: 방민아; née le 13 mai 1993) mieux connue sous le nom de Minah (coréen: 민아), est une chanteuse et actrice sud-coréenne. Elle est membre du girl group Girl's Day depuis 2010 et débute en tant qu'artiste solo en 2015 avec son premier mini-album, I Am A Woman Too. Elle a joué dans différents films et séries télévisées, comme Vampire Idol (2011) et Holly (2013).

## Biographie
Bang Minah est née le 13 mai 1993 à Incheon en Corée du Sud. Elle a été à la haute école de Jinsun réservée aux filles et est actuellement spécialisée en radiodiffusion de l'université des femmes de Dongduk réservé aux femmes.

### Girl's Day
Le 9 juillet 2010, Minah fait ses débuts en tant que membre du girl group Girl's Day au Music Bank avec leur premier single "Tilt My Head" (coréen: 갸우뚱; RR: Gyauttung).

### Carrière solo
Le 3 mars 2015, DreamT annonce que Minah fera ses débuts solo à la mi-mars. Le 9 mars, il est annoncé que Minah fera ses débuts solos le 16 mars. Le 16 mars 2015, Minah fait ses débuts solo avec le mini-album I Am a Woman too. Pour cette occasion le MV du titre-phare du même nom est mis en ligne.

## Vie privée
Minah serait en couple avec le footballeur Son Heung-min, qui a été dénié par son agence, DreamT Entertainment le 28 juillet 2014, cependant, il est plus tard confirmé. Le 16 octobre 2014, il est révélé qu'ils se sont séparés dû aux difficultés de leur relation à distance et leur horaire chargé,.

## Filmographie
2016 : Beautilful Gong Shim (Gong Shim)
2019 : My Absolute Boyfriend (Um Da-da)
2020 : Snowball
2021 : Check Out The Event ( Song Yi)
2023 : Delivery Man ( Kang Ji Hyun)
2023 : Hwasahan geunyeo (Joo-Yeong)

## Discographie

### En solo

#### Extended play
| Titre                                                                                       | Détails | Meilleures positions | Meilleures positions | Ventes                |
| Titre                                                                                       | Détails | KOR Weekly           | KOR Monthly          | Ventes                |
| ------------------------------------------------------------------------------------------- | --- | -------------------- | -------------------- | --------------------- |
| I Am A Woman Too                                                                            | - Date de sortie : 16 mars 2015 - Labels : DreamTea Entertainment, LOEN Entertainment - Formats : CD, téléchargement numérique | 2                    | 11                   | - COR: Plus de 16 452 |
| "—" montre qu'aucun classement n'a été atteint ou que ce n'est pas sorti dans cette région. | |                      |                      |                       |

#### Singles
| Titre              | Année | Meilleure position | Ventes                      | Album            |
| Titre              | Année | COR                | Ventes                      | Album            |
| ------------------ | ----- | ------------------ | --------------------------- | ---------------- |
| "I Am A Woman Too" | 2015  | 15                 | - COR (DL): Plus de 352 540 | I Am A Woman Too |

#### Autres chansons classées
| Titre                                                                                       | Année | Meilleure position | Album            |
| Titre                                                                                       | Année | COR                | Album            |
| ------------------------------------------------------------------------------------------- | ----- | ------------------ | ---------------- |
| "This Is Strange (ft. Kanto Of Troy)"                                                       | 2015  | 89                 | I Am A Woman Too |
| "—" montre qu'aucun classement n'a été atteint ou que ce n'est pas sorti dans cette région. |       |                    |                  |

## Récompenses et nominations
| Année | Titre                                        | Catégorie                   | Travail nommé | Résultat   |
| ----- | -------------------------------------------- | --------------------------- | ------------- | ---------- |
| 2013  | 13th Gwangju International Film Festival     | Best New Actress            | Holly         | Lauréat    |
| 2014  | 16th Seoul International Youth Film Festival | Best OST by a Female Artist | You, I        | Nomination |

## Programmes de classement musicaux

### Show Champion
| Année | Date    | Chanson            |
| ----- | ------- | ------------------ |
| 2015  | 25 mars | "I Am A Woman Too" |